# Stamnodes modocata
Stamnodes modocata är en fjärilsart som beskrevs av Wright 1920. Stamnodes modocata ingår i släktet Stamnodes och familjen mätare. Inga underarter finns listade i Catalogue of Life.